# Andrewsova spojená základna
Andrewsova spojená základna (anglicky: Joint Base Andrews, oficiálně Joint Base Andrews Naval Air Facility Washington; IATA: ADW, ICAO: KADW, FAA LID: ADW) je společná letecká základna letectva Spojených států amerických a amerického námořnictva ve státě Maryland, nacházející se zhruba 13 kilometrů východně od Washingtonu D.C. Vznikla dne 1. října 2009, kdy došlo ke sloučení někdejší Andrewsovy letecké základny (USAF) a Námořní letecké základny Washington (Navy), základna ovšem i nadále zůstává pod jurisdikcí amerického letectva.
Rozkládá se na ploše o celkové rozloze zhruba 18 km² (4320 akrů) a žije zde více než 20 tisíc příslušníků letectva v aktivní službě, civilních zaměstnanců a jejich rodinných příslušníků. Současným úkolem základny je reakce na mimořádné události a eventuální ohrožení národní bezpečnosti a podpora leteckých a kosmických expedičních sil. Základna je pojmenovaná po generálu Franku M. Andrewsovi, bývalém veliteli ozbrojených sil Spojených států ETO (anglicky: European Theater of Operations) během druhé světové války.
Na základně mimo jiné sídlí velení 89. vzdušné letky, které udržuje a obsluhuje prezidentské letouny Air Force One.
Andrewsova spojená základna je mimo jiné nejbližší leteckou základnou od New Yorku. Při teroristických útocích z 11. září 2001 poloha základny a její stíhačky měly kapacitu zabránit uneseným letounům dostat se do svého cíle, ale z dosud nevyjasněných důvodů nebylo učiněno nic pro včasné odstranění této hrozby.